# ミミカイツブリ

繁殖地
越冬地

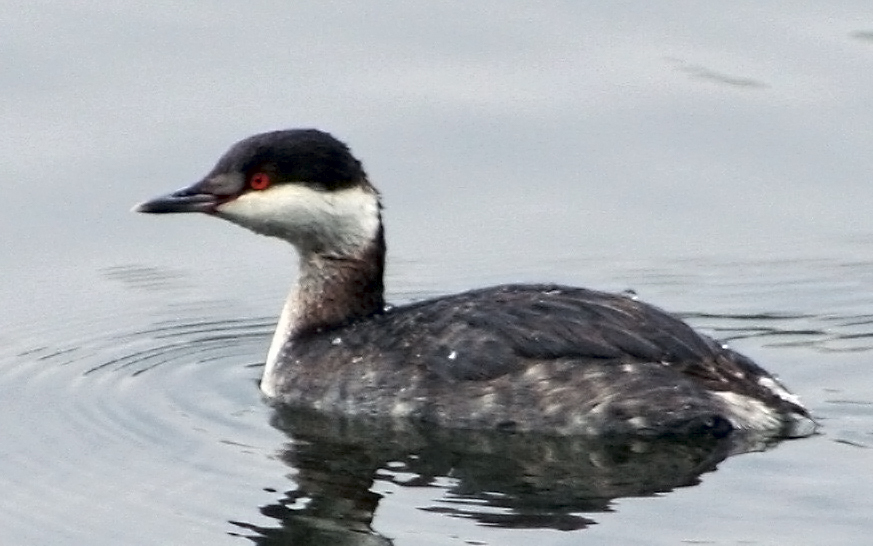
非繁殖羽（冬羽）

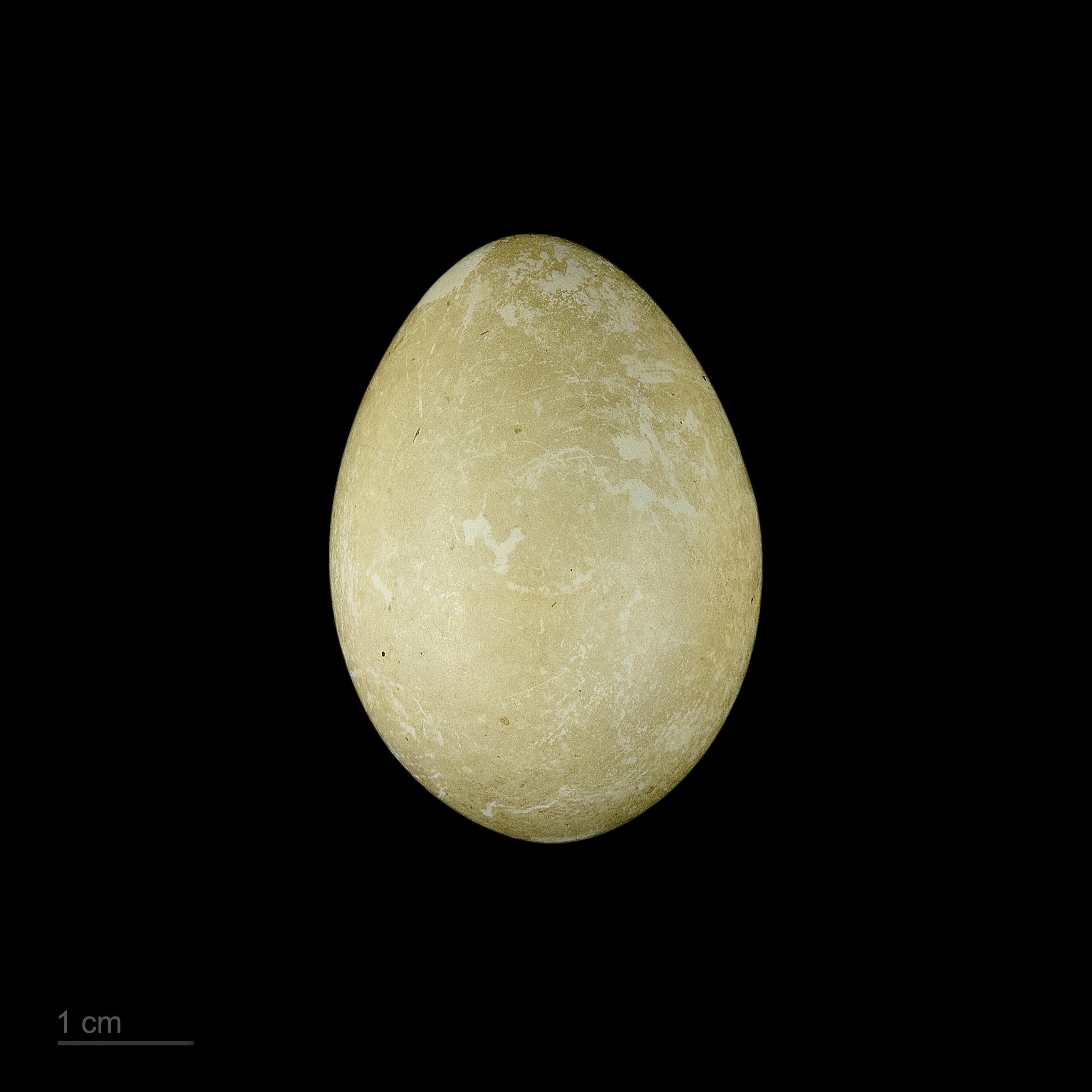
Podiceps auritus

ミミカイツブリ（耳鳰、学名：Podiceps auritus）は、カイツブリ目カイツブリ科に分類される鳥類。

## 形態
体長は33cmほどで、ハトくらいの大きさ。全長31-38cm、翼開長59-65cm。目が赤く、くちばしはまっすぐで、先がポツンと白くなっている。水に浮いている間は黒っぽいが、飛びたつと羽の内側に白い部分がみえる。
冬羽はのどから腹にかけて白く、他が黒い。夏羽では頭部と背中が黒、首が褐色、腹が白となり、後頭部に帯状の金色の飾り羽があらわれる。この飾り羽が長い耳のように見えるのでこの名がある。ハジロカイツブリとよく似ているが、くちばしがまっすぐで先が白いこと、顔の黒白の境界がはっきりしていることから区別する。

## 生態
他のカイツブリと同じように、水に潜って魚や貝、昆虫、甲殻類を捕食する。繁殖期には湖や池の水草が多い区域に浮き巣を作り、4卵を産む。卵は緑白色だが汚れて赤褐色になる。抱卵日数は20-24日である。

## 分布
北欧から中央アジア、アラスカからカナダで繁殖し、非繁殖期は温帯の海の沿岸域へ移る。日本では冬鳥である。各地の沿岸域、特に日本海側に渡来するようだが、ハジロカイツブリより数は少ない。